# Middelgebergte

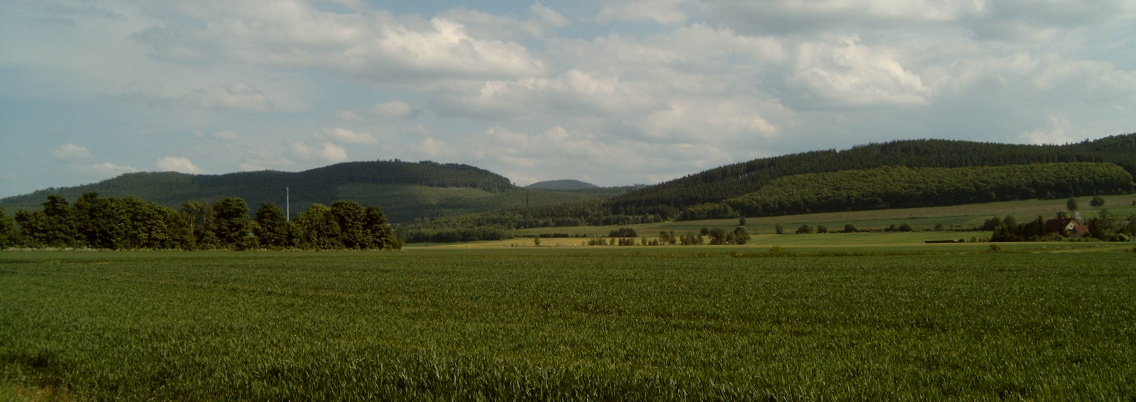
De Harz, een middelgebergte in het midden van Duitsland.

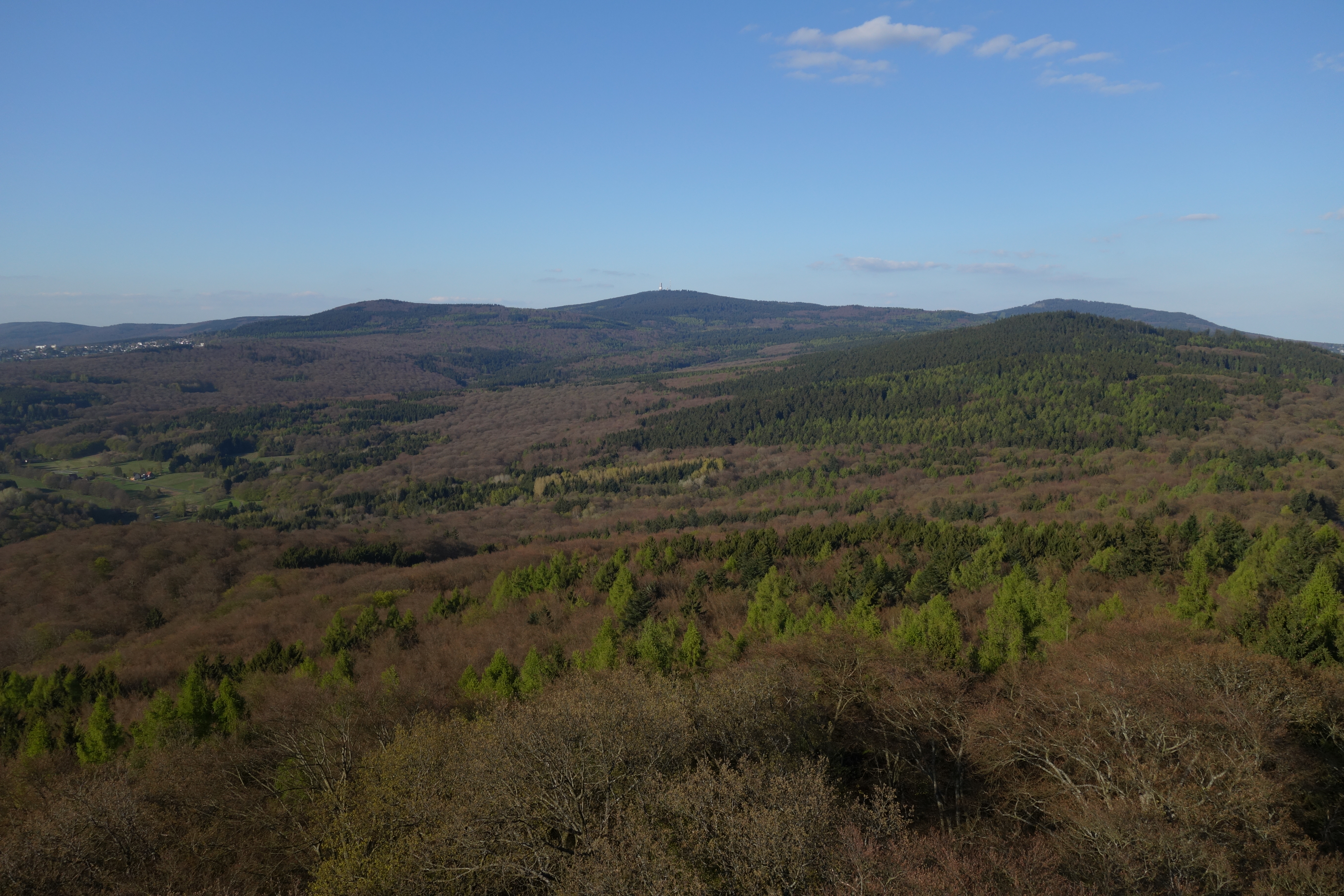
Taunusbergkam met de Großer Feldberg in het midden

Een middelgebergte is een gebergte met grotere hoogte en meer reliëf dan laaggebergte of heuvelland, maar dat minder hoog is en niet de kenmerken heeft van een hooggebergte. 
In schoolboeken wordt vaak een gemiddelde topografische hoogte tussen de 500 en 1500 meter genoemd. Deze grenzen komen ongeveer overeen met de hoogte van een middelgebergte in Centraal-Europa; op andere breedtegraden liggen deze grenzen anders.
Normaal gesproken heeft een middelgebergte geen of nauwelijks toppen in de alpiene vegetatiezone en ligt het grotendeels in de montane vegetatiezone. Een middelgebergte is bovendien niet door gletsjers bedekt, en is in het geologische verleden ook niet door gletsjers bedekt geweest. Sporen van glaciale erosie en glaciale landvormen die typisch zijn voor hooggebergte komen in middelgebergtes daarom niet voor. 
Een andere manier om gebergtes in te delen is volgens hoogteverschillen. De reliëfenergie van een middelgebergte is typisch rond de 200 m/km², beduidend lager dan die van een hooggebergte.
Enkele bekende middelgebergtes zijn het Zwarte Woud, de Harz, het Sauerland, het Thüringer Woud, het Taunus, de Vogezen, het Centraal Massief en de Jura.

## Geologie
Middelgebergten zijn geologisch gezien ofwel (nog) niet tot hooggebergte ontwikkeld, ofwel geërodeerde hooggebergten. De laatste categorie omvat bijvoorbeeld de tijdens de Hercynische orogenese gevormde gebergten als de Harz. Een middelgebergte kan nog verder af eroderen totdat het een laaggebergte wordt.